# Färöische Fußballmeisterschaft 2011
Die Färöische Fußballmeisterschaft 2011 wurde in der Vodafonedeildin genannten ersten färöischen Liga ausgetragen und war insgesamt die 69. Saison. Sie startete am 9. April 2011 mit dem Spiel von EB/Streymur gegen Víkingur Gøta und endete am 22. Oktober 2011.
Die Aufsteiger 07 Vestur und KÍ Klaksvík kehrten nach jeweils einem Jahr wieder in die höchste Spielklasse zurück. Meister wurde B36 Tórshavn, die den Titel somit zum neunten Mal erringen konnten. Titelverteidiger HB Tórshavn landete auf dem achten Platz. Absteigen mussten hingegen 07 Vestur sowie B71 Sandur nach einem beziehungsweise zwei Jahren Erstklassigkeit.
Im Vergleich zur Vorsaison verbesserte sich die Torquote auf 3,54 pro Spiel, was den höchsten Schnitt seit 2002 bedeutete. Den höchsten Sieg erzielte NSÍ Runavík mit einem 9:0 im Heimspiel gegen 07 Vestur am sechsten Spieltag. Das torreichste Spiel gab es am zwölften Spieltag zwischen 07 Vestur und NSÍ Runavík, welches 4:6 endete.

## Modus
In der Vodafonedeildin spielte jede Mannschaft an 27 Spieltagen jeweils drei Mal gegeneinander. Aufgrund der Vorjahresplatzierung trugen HB Tórshavn, EB/Streymur, NSÍ Runavík, ÍF Fuglafjørður und Víkingur Gøta ein zusätzliches Heimspiel aus. Die punktbeste Mannschaft zu Saisonende stand als Meister dieser Liga fest, die letzten beiden Mannschaften stiegen in die 1. Deild, die färöische Zweitklassigkeit, ab.

## Saisonverlauf

### Meisterschaftsentscheidung
Aufsteiger KÍ Klaksvík setzte sich direkt zu Beginn an die Spitze der Tabelle, indem die ersten drei Spiele gewonnen wurden. Erst am fünften Spieltag setzte es mit einem 1:2 im Heimspiel gegen NSÍ Runavík die erste Niederlage. Die Führung wechselte somit zu B36 Tórshavn, die durch ein 1:0 gegen EB/Streymur vorbeizogen und mit drei Siegen sowie zwei Unentschieden noch ungeschlagen waren. Erst am 17. Spieltag verlor B36 erstmals, das Auswärtsspiel gegen den Drittplatzierten endete auswärts mit 1:2. Bis dahin konnte sich die Mannschaft stets vor dem ärgsten Verfolger Víkingur Gøta behaupten, die den Ausrutscher jedoch nicht ausnutzen konnten, da sie selbst nicht über ein 1:1-Unentschieden im Auswärtsspiel gegen 07 Vestur hinauskamen. Auch am 23. Spieltag verlor B36 gegen EB/Streymur, diesmal zu Hause mit 1:2. Dies sollten jedoch die einzigen beiden Niederlagen bleiben, so dass die Führung bis zum Saisonende behauptet werden konnte. Die Entscheidung um die Meisterschaft fiel am vorletzten Spieltag, an dem B36 mit 2:1 auswärts gegen NSÍ siegreich war und somit trotz des 1:0-Sieges von EB/Streymur gegen B71 Sandur nicht mehr eingeholt werden konnte.

### Abstiegskampf
B71 Sandur befand sich von Anfang an auf dem letzten Platz. Erst am sechsten Spieltag gelang mit einem 2:1 beim Auswärtsspiel gegen ÍF Fuglafjørður der erste Sieg, wodurch das einzige Mal im Laufe der Saison das Tabellenende verlassen und der Platz mit dem bis dahin noch sieglosem 07 Vestur getauscht werden konnte. Am darauffolgenden Spieltag kam es zum direkten Duell, welches 07 Vestur im Heimspiel mit 2:1 für sich entscheiden konnte. Vier Siege standen aus den nächsten acht Spielen zu Buche, so dass am 15. Spieltag der fünfte Platz für 07 Vestur zu Buche stand. Danach gelang jedoch kein einziger Sieg mehr, so dass wieder der Absturz auf den vorletzten Platz erfolgte. B71 Sandur gelangen erst wieder am 14. Spieltag mit einem 2:1 bei KÍ Klaksvík sowie am 16. Spieltag mit einem 2:0-Heimerfolg gegen 07 Vestur die nächsten beiden Siege, danach gelang jedoch mit Ausnahme des letzten Spieltages kein dreifacher Punkterfolg mehr.
Am 24. Spieltag stand B71 Sandur nach der 1:2-Auswärtsniederlage gegen B36 Tórshavn als erster Absteiger fest, wobei der zuvor Achtplatzierte HB Tórshavn ihr Heimspiel mit 4:1 gegen 07 Vestur gewinnen konnte und der Abstand zu den Nichtabstiegsplätzen somit uneinholbar geworden war. Am vorletzten Spieltag stand auch der zweite Absteiger durch die 0:1-Heimniederlage von 07 Vestur gegen B68 Toftir fest.

## Abschlusstabelle
| Pl. | Verein          | Sp. | S  | U | N  | Tore    | Diff. | Punkte |
| --- | --------------- | --- | -- | - | -- | ------- | ----- | ------ |
| 1.  | B36 Tórshavn    | 27  | 21 | 4 | 2  | 063:280 | +35   | 67     |
| 2.  | EB/Streymur (P) | 27  | 19 | 3 | 5  | 066:330 | +33   | 60     |
| 3.  | Víkingur Gøta   | 27  | 18 | 4 | 5  | 062:310 | +31   | 58     |
| 4.  | NSÍ Runavík     | 27  | 11 | 8 | 8  | 058:470 | +11   | 41     |
| 5.  | KÍ Klaksvík (N) | 27  | 10 | 4 | 13 | 048:500 | −2    | 34     |
| 6.  | B68 Toftir      | 27  | 9  | 5 | 13 | 044:440 | ±0    | 32     |
| 7.  | ÍF Fuglafjørður | 27  | 8  | 4 | 15 | 036:440 | −8    | 28     |
| 8.  | HB Tórshavn (M) | 27  | 7  | 5 | 15 | 046:560 | −10   | 26     |
| 9.  | 07 Vestur (N)   | 27  | 6  | 6 | 15 | 030:650 | −35   | 24     |
| 10. | B71 Sandur      | 27  | 3  | 2 | 22 | 025:800 | −55   | 11     |

Platzierungskriterien: 1. Punkte – 2. Tordifferenz – 3. geschossene Tore

| (M) | Meister des Vorjahrs           |
| (P) | Pokalsieger des Vorjahrs       |
| (N) | Neuaufsteiger aus der 2. Deild |

## Spiele und Ergebnisse
|                 | 07 V | 07 V | B36 | B36 | B68 | B68 | B71 | B71 | EB/S | EB/S | HB  | HB  | ÍF  | ÍF  | KÍ  | KÍ  | NSÍ | NSÍ | Víkingur | Víkingur |
| --------------- | ---- | ---- | --- | --- | --- | --- | --- | --- | ---- | ---- | --- | --- | --- | --- | --- | --- | --- | --- | -------- | -------- |
| 07 Vestur       |      |      | 0:3 | 2:3 | 0:1 | 0:1 | 2:1 | 2:2 | 1:7  |      | 1:0 |     | 1:0 |     | 3:3 | 2:2 | 4:6 |     | 1:1      |          |
| B36 Tórshavn    | 1:0  |      |     |     | 1:0 |     | 4:1 | 2:1 | 1:0  | 1:2  | 4:1 | 3:2 | 1:1 | 3:0 | 4:1 |     | 4:3 |     | 2:0      |          |
| B68 Toftir      | 1:1  |      | 2:2 | 2:3 |     |     | 3:1 |     | 1:0  | 3:2  | 0:0 | 1:0 | 3:4 | 0:1 | 3:0 |     | 1:1 |     | 1:2      |          |
| B71 Sandur      | 2:0  |      | 2:3 |     | 0:5 | 0:3 |     |     | 1:2  |      | 0:2 |     | 1:4 |     | 0:6 | 0:1 | 1:6 | 1:3 | 0:6      | 1:4      |
| EB/Streymur     | 1:0  | 2:1  | 2:1 |     | 3:2 |     | 5:1 | 1:0 |      |      | 3:1 |     | 1:0 |     | 2:0 | 3:0 | 2:2 | 5:1 | 2:1      | 3:3      |
| HB Tórshavn     | 5:0  | 4:1  | 1:3 |     | 3:3 |     | 2:0 | 5:0 | 3:2  | 3:4  |     |     | 3:1 |     | 1:4 | 1:3 | 0:0 |     | 1:2      | 2:2      |
| ÍF Fuglafjørður | 1:2  | 1:2  | 1:1 |     | 3:1 |     | 1:2 | 3:2 | 0:4  | 0:2  | 3:0 | 7:1 |     |     | 0:1 | 0:1 | 1:1 |     | 1:2      |          |
| KÍ Klaksvík     | 1:2  |      | 0:2 | 0:3 | 3:1 | 5:3 | 1:2 |     | 1:3  |      | 2:2 |     | 2:0 |     |     |     | 1:2 | 5:1 | 0:1      | 1:4      |
| NSÍ Runavík     | 9:0  | 1:0  | 2:3 | 1:2 | 1:0 | 2:1 | 1:1 |     | 2:2  |      | 2:1 | 2:1 | 1:1 | 1:2 | 3:3 |     |     |     | 0:1      |          |
| Víkingur Gøta   | 1:1  | 5:1  | 1:1 | 0:2 | 2:1 | 4:1 | 3:2 |     | 3:1  |      | 3:1 |     | 1:0 | 4:0 | 2:1 |     | 3:2 | 1:2 |          |          |

## Torschützenliste
Bei gleicher Anzahl von Treffern sind die Spieler nach dem Nachnamen alphabetisch geordnet.
| Platz | Spieler                  | Mannschaft      | Tore |
| ----- | ------------------------ | --------------- | ---- |
| 1     | Finnur Justinussen       | Víkingur Gøta   | 21   |
| 2     | Klæmint Olsen            | NSÍ Runavík     | 18   |
| 3     | Łukasz Cieślewicz        | B36 Tórshavn    | 17   |
| 4     | Arnbjørn Theodor Hansen  | EB/Streymur     | 14   |
| 4     | Kristoffur Jakobsen      | KÍ Klaksvík     | 14   |
| 4     | Clayton Nascimento       | 07 Vestur       | 14   |
| 7     | Christian Høgni Jacobsen | NSÍ Runavík     | 13   |
| 8     | Jákup á Borg             | B36 Tórshavn    | 12   |
| 8     | Chris Muomaife           | ÍF Fuglafjørður | 12   |
| 10    | Leif Niclasen            | EB/Streymur     | 11   |
| 10    | Símun Eiler Samuelsen    | HB Tórshavn     | 11   |

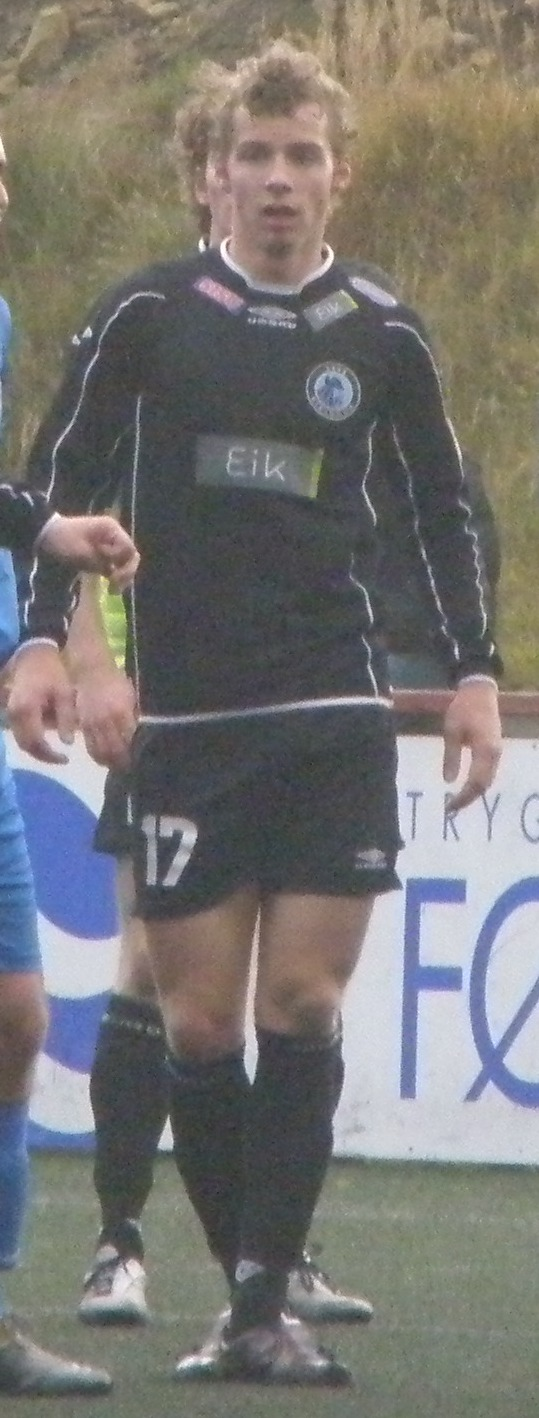
Torschützenkönig Finnur Justinussen

Dies war nach 2009 der zweite Titel für Finnur Justinussen.

## Trainer
| Mannschaft      | Trainer                | Spieltage |
| --------------- | ---------------------- | --------- |
| 07 Vestur       | Hegga Samuelsen        | 01–10     |
| 07 Vestur       | Jóhan Nielsen          | 11–27     |
| B36 Tórshavn    | John Petersen          | 01–27     |
| B36 Tórshavn    | Mikkjal Thomassen      | 01–27     |
| B68 Toftir      | Bill Mc. Leod Jacobsen | 01–27     |
| B71 Sandur      | Piotr Krakowski        | 01–27     |
| EB/Streymur     | Heðin Askham           | 01–27     |
| HB Tórshavn     | Julian Hansen          | 01–12     |
| HB Tórshavn     | Sigfríður Clementsen   | 13–27     |
| ÍF Fuglafjørður | Abraham Løkin          | 01–10     |
| ÍF Fuglafjørður | Símun Eliasen          | 11–27     |
| ÍF Fuglafjørður | Rúni Nolsøe            | 11–27     |
| KÍ Klaksvík     | Aleksandar Đorđević    | 01–27     |
| NSÍ Runavík     | Pauli Poulsen          | 01–27     |
| Víkingur Gøta   | Jógvan Martin Olsen    | 01–27     |

Drei Mannschaften wechselten im Laufe der Saison Trainer aus. ÍF Fuglafjørður verbesserte sich hierbei um eine Position auf den siebten Platz, währenddessen HB Tórshavn mit dem neuen Trainer zwei Plätze verlor und schlussendlich Achter wurde. Für 07 Vestur hatte der Trainerwechsel in Bezug auf die Tabellenplatzierung keine Auswirkungen.

## Spielstätten
In Klammern sind bei mehreren aufgeführten Stadien die Anzahl der dort ausgetragenen Spiele angegeben.
| Mannschaft      | Stadion         | Spielort     |
| --------------- | --------------- | ------------ |
| 07 Vestur       | Á Dungasandi    | Sørvágur     |
| B36 Tórshavn    | Gundadalur      | Tórshavn     |
| B68 Toftir      | Svangaskarð     | Toftir       |
| B71 Sandur      | Inni í Vika (1) | Argir        |
| B71 Sandur      | Inni í Dal (12) | Sandur       |
| EB/Streymur     | Við Margáir     | Streymnes    |
| HB Tórshavn     | Gundadalur      | Tórshavn     |
| ÍF Fuglafjørður | Í Fløtugerði    | Fuglafjørður |
| KÍ Klaksvík     | Við Djúpumýrar  | Klaksvík     |
| NSÍ Runavík     | Við Løkin       | Runavík      |
| Víkingur Gøta   | Sarpugerði      | Norðragøta   |

## Schiedsrichter
Folgende Schiedsrichter, darunter auch jeweils einer aus Dänemark und Norwegen, leiteten die 135 Erstligaspiele:
| Name                     | Stammverein     | Spiele |
| ------------------------ | --------------- | ------ |
| Petur Reinert            | Víkingur Gøta   | 21     |
| Rúni Gaardbo             | B68 Toftir      | 19     |
| Eiler Rasmussen          | Skála ÍF        | 19     |
| Dagfinn Forná            | NSÍ Runavík     | 18     |
| Ransin Napoleon Djurhuus | HB Tórshavn     | 17     |
| Lars Müller              | Royn Hvalba     | 16     |
| Georg Nolsøe Rasmussen   | B36 Tórshavn    | 11     |
| Rói Jacobsen             | FC Hoyvík       | 05     |
| Alex Troleis             | B68 Toftir      | 05     |
| Bárður Mortensen         | ÍF Fuglafjørður | 02     |
| Omar Rafiq               | –               | 01     |
| Benjamin Svendborg       | –               | 01     |

## Die Meistermannschaft
In Klammern sind die Anzahl der Einsätze sowie die dabei erzielten Tore genannt.
| 1. | B36 Tórshavn |
|    | Hørður Askham (2/0) \| Jákup á Borg (25/12) \| Sigurð Carlsson (1/0) \| Łukasz Cieślewicz (27/17) \| Atli Danielsen (13/0) \| Høgni Eysturoy (26/0) \| Odmar Færø (24/0) \| John Hansen (10/1) \| Ingi Højsted (23/1) \| Kenneth Jacobsen (19/1) \| Rúnar Jacobsen (3/0) \| Róaldur Jakobsen (26/7) \| Meinhard Joensen (27/0) \| Símun Joensen (26/8) \| Klæmint Matras (26/3) \| Ámund Nolsøe (3/0) \| Súni Olsen (25/5) \| Jonas Rasmussen (27/4) \| Heini í Skorini (26/4) \| Rasmus Dan Sørensen (3/0) \| Mahmud Suleiman (10/0) ohne Einsatz: Thomas Knudsen \| Magnus Emil Poulsen - Trainer: John Petersen, Mikkjal Thomassen |

## Auszeichnungen
Nach dem Saisonende gaben die Kapitäne und Trainer der zehn Ligateilnehmer sowie Pressemitglieder ihre Stimmen zur Wahl der folgenden Auszeichnungen ab:
- Spieler des Jahres: Łukasz Cieślewicz (B36 Tórshavn)
- Torhüter des Jahres: René Tórgarð (EB/Streymur)
- Trainer des Jahres: John Petersen, Mikkjal Thomassen (B36 Tórshavn)
- Nachwuchsspieler des Jahres: Klæmint Olsen (NSÍ Runavík)

## Nationaler Pokal
Im Landespokal gewann EB/Streymur mit 3:0 gegen ÍF Fuglafjørður. Meister B36 Tórshavn schied bereits in der ersten Runde mit 0:2 gegen den Pokalsieger aus.

## Europapokal
2011/12 spielte HB Tórshavn als Meister des Vorjahres in der 2. Qualifikationsrunde zur Champions League gegen Malmö FF (Schweden). Das Hinspiel verlor HB auswärts mit 0:2, zu Hause reichte es nur zu einem 1:1.
EB/Streymur spielte als Pokalsieger des Vorjahres in der 2. Qualifikationsrunde zur UEFA Europa League gegen FK Qarabağ Ağdam (Aserbaidschan). Das Hinspiel auf den Färöern endete 1:1, das Rückspiel endete mit 0:0 ebenfalls unentschieden und somit schied EB/Streymur aufgrund der Auswärtstorregel aus.
NSÍ Runavík spielte in der 1. Qualifikationsrunde zur UEFA Europa League gegen FC Fulham (England). Das Hinspiel wurde auswärts mit 0:3 verloren, im Rückspiel konnte ein 0:0 erreicht werden.
ÍF Fuglafjørður spielte ebenfalls in der 1. Qualifikationsrunde zur UEFA Europa League gegen KR Reykjavík (Island), wobei das Heimspiel mit 1:3 und das Auswärtsspiel mit 1:5 verloren wurde.